# Slakhojs
Slakhojs (хол. Slaakhuys) je skvotirana šestospratna zgrada bivše štamparije u Roterdamu, Holandija. Zgrada se nalazi u ulici Slaak, a zauzeta je sredinom 2003. 
U početku se tamo redovno održavaju filmske večeri, radionice, žurke i treninzi kung fua. Pored toga, postojale su još i anarhistička biblioteka, kafić i besplatna radnja. Zbog pritužbi komšiluka, kao i zbog nedostatka volje učesnika, mnoge društvene aktivnosti su vremenom prestale da se održavaju. 
Trenutno, 2006, skvoteri pregovaraju sa vlasnikom prostora (PWS) i sa gradskim većem da se Slakhojs postane sedište za društvene i edukativne projekte. 